# Boris Ljubič
Boris Ljubič - Bobi, slovenski športni reporter in urednik, * 11. november 1948, † 10. julij 2016.

## Življenje
Od jeseni leta 1971 je za Radio Slovenija, kjer je bil redno zaposlen 35 let, poročal predvsem s tekmovanj v alpskem smučanju, smučarskem teku, kolesarstvu, gimnastiki in atletiki, poročal je s sedmih poletnih in sedmih zimskih olimpijskih iger, z 12 svetovnih prvenstev v alpskem smučanju in s 23 svetovnih prvenstev v kolesarstvu. Najbolj znan je bil kot poročevalec s tekem ženskega alpskega smučanja. Med drugim je spremljal tudi prvo zmago Mateje Svet.
Za svoje delo je prejel najvišje priznanje Mednarodne smučarske zveze FIS za življenjsko delo, zlati mikrofon Mirka Strehovca (l. 2000) ter priznanja kolesarske, smučarske in gimnastične zveze Slovenije.
Upokojil se je decembra 2009.